# スローター・ゲーム
『スローター・ゲーム』（Turkey Shoot）は、1982年に公開されたオーストラリアの映画である。ブライアン・トレンチャード＝スミス監督作品である。日本では劇場公開されず、ビデオが発売されたのみである。2014年には『ジェノサイド・ゲーム』としてリメイクが公開された。

## ストーリー
全体主義体制となった近未来の世界。思想統制によって民衆は自由を失い、独裁者に反対する者は再教育センターに送られることになっていた。だがその施設の実態は、強制労働や拷問などの非人道的行為行われた上、獲物に見立てた囚人をハンターが狩る「Turkey Shoot」というゲームが実施されていた。

## キャスト
- スティーヴ・レイルズバック
- オリヴィア・ハッセー
- カーメン・ダンカン
- ノエル・フェリアー
- マイケル・クレイグ（英語版）
- ロジャー・ウォード